# 수퍼 소닉 (영화)
《수퍼 소닉》은 2020년 개봉한 판타지·SF 액션 영화이다. 세가의 게임 시리즈 《소닉 더 헤지혹》을 실사 영화화한 작품이다. 영화는 게임의 캐릭터와 세계관을 재창조하여, 미국을 배경으로 외계에서 온 초음속 고슴도치 소닉과 인간 경찰관 톰의 우정, 그리고 미치광이 과학자 닥터 에그맨과의 대결을 그리고 있다. 실사와 3D 애니메이션을 조합하는 방식으로 연출되었으며, 애니메이션은 일본의 마자 애니메이션 플래닛(マーザ・アニメーションプラネット)과 미국의 블러 스튜디오(Blur Studio)의 합작이다. 감독은 제프 파울러이고, 짐 캐리가 닥터 에그맨을, 제임스 마즈든이 톰 워카우스키를 연기하였다. 소닉 역 성우로는 벤 슈워츠가 캐스팅되었다.

## 줄거리
초음속으로 달릴 수 있는 젊은 소닉이라는 의인화된 파란 고슴도치는 자신의 힘 때문에 가시두더지 부족의 기습을 받는다. 그의 보호자인 롱클로라는 이름의 의인화된 올빼미는 그에게 멀리 떨어진 곳으로 통하는 황금 고리 가방을 건넨다. 그녀는 소닉에게 안전하게 지내는 가장 좋은 방법은 숨어 지내는 것이라고 말한 뒤, 자신은 가시두더지들을 막기 위해 뒤에 남아 자신을 희생하면서 링을 이용해 소닉을 지구로 보낸다. 10년 후, 소닉은 몬태나의 시골 마을 그린 힐즈 근처 숲속 동굴에서 비밀스러운 삶을 즐기지만, 친구를 사귀고 싶어한다. 그는 지역 보안관 톰 와초스키와 그의 아내 매디를 숭배하지만, 톰이 샌프란시스코 경찰국의 일자리를 수락할 계획이기 때문에 두 사람이 샌프란시스코로 이사할 계획이라는 것을 모른다.
어느 날 밤, 소닉은 혼자 야구를 하다가 외로움에 슬퍼한다. 마음을 비우기 위해 평소보다 빠르게 달리는 동안, 고립감에 대한 좌절감이 폭발하여 우연히 전자기 펄스를 일으켜 태평양 북서부 전역에 대규모 정전을 유발한다. 미 국방부는 괴짜 로봇공학자이자 과학 천재인 닥터 로보트닉의 도움을 받아 정전의 원인을 파악한다. 자신의 은신처가 발각되었다는 것을 깨달은 소닉은 마지못해 지구를 떠나 버섯만 있는 다른 행성에서 살 계획을 세운다.
로보트닉은 숲에서 소닉의 발자국을 발견하고, 이 발자국이 지구에서 발견되는 어떤 동물도 아니라고 판단한 뒤, 자신의 드론을 이용해 소닉을 추적한다. 소닉은 동굴에서 탈출하여 와초프스키 부부의 헛간에 숨어 버섯 행성으로 떠날 준비를 한다. 그러나 소닉은 떠날 준비를 하면서 소란을 피우고, 톰은 이를 조사하게 된다. 헛간에서 소닉을 발견한 톰은 소닉에게 진정제를 쏴서 소닉이 실수로 샌프란시스코로 통하는 포털을 열고 그의 반지 가방을 포털을 통해 트랜스아메리카 피라미드 지붕에 떨어뜨린 뒤 기절하게 만든다. 소닉이 회복된 후, 톰은 소닉을 돕기로 동의하고, 톰을 국내 테러리스트로 거짓으로 몰아붙이는 로보트닉과 마주치자 둘은 도망친다. 둘은 샌프란시스코로 향하는 동안 유대감을 형성하고, 톰은 친구를 원하는 소닉의 욕구에 공감한다. 소닉은 서부 테마 바에서 버킷 리스트를 만들고 톰은 그가 여러 항목을 완성하도록 돕는데, 이는 바 싸움으로 절정에 이른다.
한편, 로보트닉은 소닉의 깃털 중 하나를 발견하고, 그 안에 있는 힘이 자신의 기계를 움직일 잠재력이 있음을 알아낸 뒤, 소닉을 붙잡아 그의 힘을 활용하는 데 집착한다. 소닉과 톰은 로보트닉이 보낸 여러 기계 드론과 싸우지만, 소닉은 부상을 입는다. 샌프란시스코에 도착한 톰은 소닉을 매디의 여동생 레이첼의 집에 머무는 매디에게 데려가 소닉을 회생시킨다. 톰이 매디에게 상황을 설명하는 동안, 소닉은 매디의 조카 조조에게서 새 운동화 한 켤레를 받는다.
소닉, 톰, 매디는 트랜스아메리카 피라미드 지붕으로 향하고, 로보트닉이 깃털로 동력을 얻은 고급 호버크라프트를 타고 도착하자 반지를 회수한다. 소닉은 로보트닉의 드론과 싸우고, 자신의 반지 중 하나로 톰과 매디를 그린 힐즈로 돌려보낸다. 그러나 로보트닉은 깃털의 힘을 이용해 소닉의 속도에 맞춰 전 세계를 추적하여 그린 힐즈에서 그를 무력화시킨다. 톰과 마을 사람들은 개입하고, 톰은 소닉을 자신의 친구로 인정하며, 소닉은 의식을 되찾고 최대의 힘을 발휘한다. 소닉은 강력한 스핀 공격으로 로보트닉의 호버크라프트를 파괴하여 그를 물리치고, 톰의 도움으로 그를 반지 포털을 통해 버섯 행성으로 보낸다.
사건 이후, 톰과 매디는 그린 힐즈에 머물기로 결정하고 소닉이 그들과 함께 살도록 한다. 합동참모차장 월터스 사령관은 그들이 세상을 구한 것을 축하하고, 로보트닉의 존재에 대한 기록을 포함하여 모든 사건 증거가 삭제되었다고 확신시킨다.
한편, 버섯 행성에서 로보트닉은 정신을 잃고 여전히 소닉의 깃털과 호버크라프트 잔해에서 회수한 장비를 가지고 지구로 돌아와 복수할 계획을 세운다. 지구에서는 테일즈가 소닉을 찾아 반지 포털에서 나타난다.

## 출연진
- 벤 슈워츠 - 소닉 역 (목소리·모션캡처)
- 제임스 마즈든 - 톰 워카우스키 역
- 티카 섬프터 - 매디 워카우스키 역
- 짐 캐리 - 이보 로보트닉 / 닥터 에그맨 역
- 리 마지둡 - 스톤 역
- 나타샤 로스웰 - 레이철 역
- 애덤 팰리 - 웨이드 휘플 역
- 닐 맥도너 - 베닝턴 소령 역
- 프랭크 C. 터너 - 크레이지 칼 역

### 한국어 더빙판
- 엄상현 - 소닉(벤 슈워츠)
- 위훈 - 톰(제임스 마즈든)
- 김환진 - 이보 로보트닉 / 닥터 에그맨(짐 캐리)
- 최덕희 - 매디(티카 섬프터)
- 안용욱 - 스톤(리 마지둡)
- 변영희 - 웨이드(애덤 팰리)
- 임주현 - 레이첼(나타샤 로스웰)
- 유해무 - 사령관(톰 버틀러)
- 이미향 - 롱클로(도나 제이 풀크스)
- 김옥경 - 안보부 직원(엘피나 룩)
- 시영준 - 술집 남자(브래드 켈리)
- 홍진욱 - 칼(프랭크 C. 터너)
- 백승철 - 소령(닐 맥도너)
- 오인성 - 농부(테렌스 켈리)
- 최은후 - 어린 소닉(벤자빈 발릭)
- 설가은 - 조조(멜로디 니먼)

## 개봉

### 홍보
2018년 12월 6일, 시험 영상이 브라질의 코믹콘 익스피리언스에서 상영됐다. 이어서 2018년 12월 10일, "초월하는 속도의 영웅 (A Whole New Speed of Hero)"이라는 이름과 함께 소닉의 음영 모습이 담긴 포스터가 공개됐다.

### 가정용 매체
2020년 3월 20일, 파라마운트는 코로나19 범유행으로 인한 영화계에의 타격으로 인해 《슈퍼 소닉》이 기존의 90일 극장 상영보다 짧게 마무리 짓고 3월 중순에 내려, 대신 미국과 캐나다에 가정 매체로 일찍 공개한다고 발표했다.

## 같이 보기
- 비디오 게임을 원작으로 한 영화 목록

### 내용주
1. ↑  영어명 《소닉 더 헤지호그》(영어: Sonic the Hedgehog), 일본 개봉명 《소닉 더 무비》(영어: Sonic the Movie, 일본어: ソニック・ザ・ムービー)

### 참조주
1. ↑  Raymond, Nicholas (2018년 5월 29일). “Paul Rudd Eyed For Lead Role In Sonic the Hedgehog Film [Updated]”. 《Screen Rant》. 2018년 5월 29일에 확인함.
2. 1 2  “Sonic the Hedgehog”. 《박스 오피스 모조》. IMDb. January 24, 2021에 원본 문서에서 보존된 문서. January 24, 2021에 확인함.
3. ↑  “Sonic The Hedgehog”. 《The Numbers》. Nash Information Services, LLC. December 6, 2019에 원본 문서에서 보존된 문서. November 24, 2021에 확인함.
4. ↑  Schmidt, JK (2018년 12월 7일). “'Sonic the Hedgehog' Movie Footage Revealed at CCXP”. 《Comic Book》. 2018년 12월 7일에 원본 문서에서 보존된 문서. 2018년 12월 7일에 확인함.
5. ↑  Schwartz, Terri (2018년 12월 10일). “Sonic The Hedgehog Movie First Look: Check Out the Exclusive Official Poster”. 《IGN》. 2018년 12월 10일에 원본 문서에서 보존된 문서. 2018년 12월 10일에 확인함.
6. ↑  Dave McNary (2020년 3월 20일). “'Sonic the Hedgehog' Speeds to Early Release on Digital”. 《Variety》. 2020년 3월 20일에 원본 문서에서 보존된 문서. 2020년 3월 20일에 확인함.